# Orlando Hernández
Orlando Hernández (Villa Clara, 11 ottobre 1965) è un ex giocatore di baseball cubano.

## Biografia

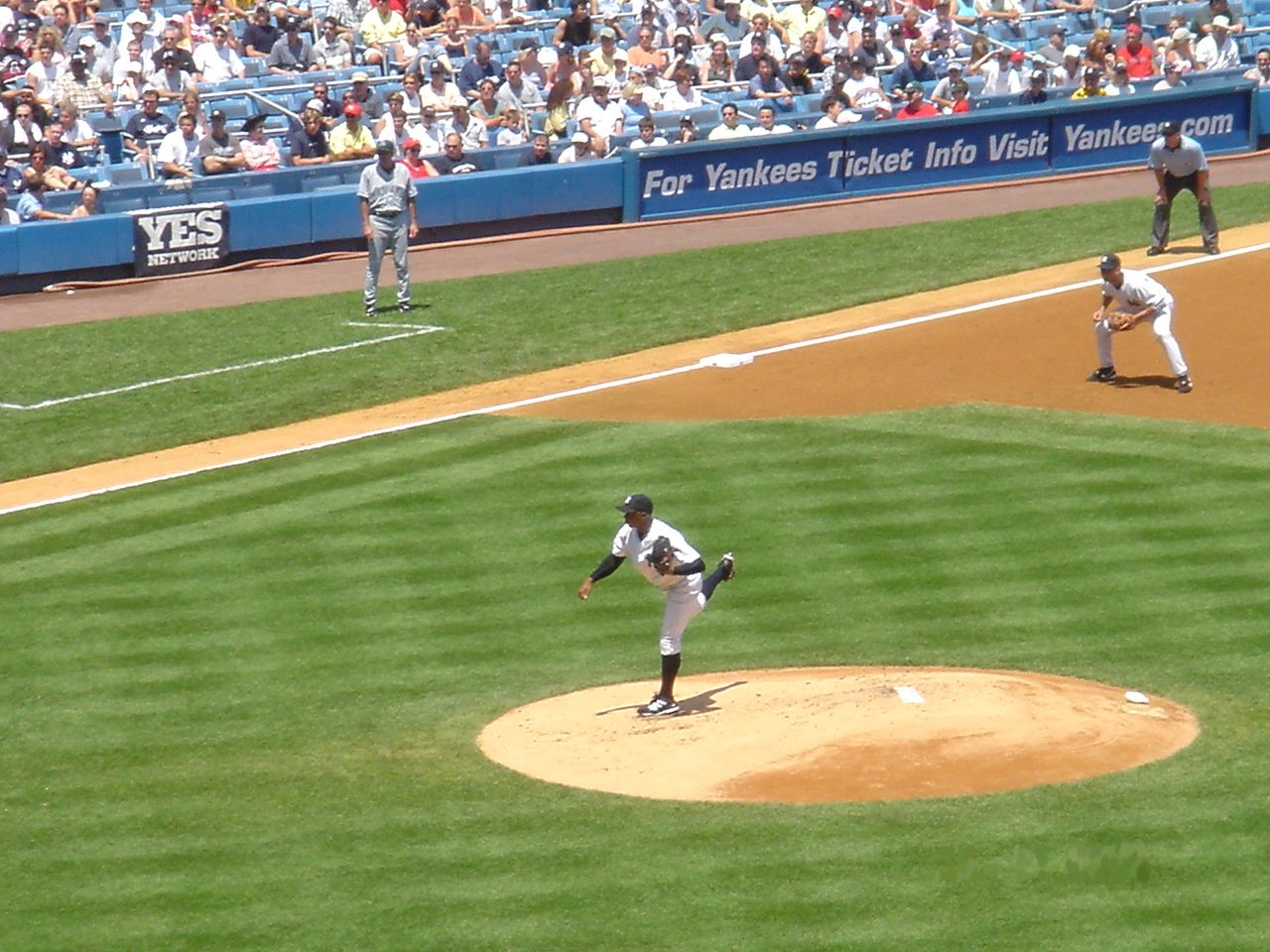
Hernández sul monte di lancio con gli Yankees nel 2004

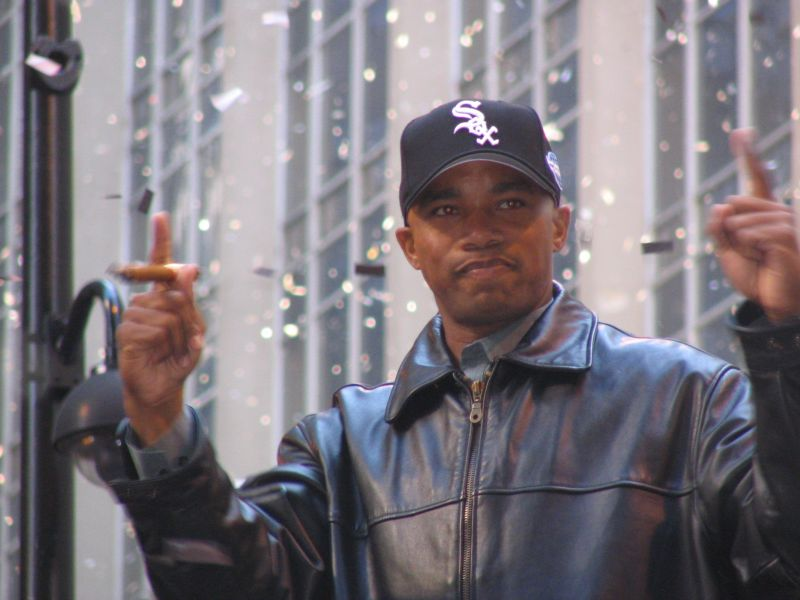
Hernández con i White Sox durante la celebrazione delle World Series 2005

### Carriera e defezione da Cuba
Hernández giocò per gli Industriales dell'Avana nella Serie Nacional de Béisbol dal 1992 al 1996, e con la nazionale cubana, con cui vinse dal 1988 al 1995 numerose competizioni fra le quali la medaglia d'oro ai giochi olimpici 1992.
Nel settembre 1995 il fratellastro Liván Hernández fuggì da Cuba e Orlando Hernández venne escluso dalla convocazione per olimpiadi 1996. Nel luglio 1996 venne arrestato e interrogato dalla sicurezza di stato cubana, riguardo al suo rapporto con agenti sportivi statunitensi. Tre mesi dopo venne bandito dal baseball cubano.
Il giorno di Natale del 1997, Hernández lasciò Cuba partendo con una barca dalla cittadina di Caibarién. La barca venne intercettata dalla guardia costiera statunitense, che dirottò l'imbarcazione e i suoi occupanti a Freeport, nelle Bahamas. Le autorità locali rinchiusero Hernández e gli altri in un centro di detenzione per immigrati clandestini, in attesa di un eventuale rimpatrio a Cuba.
Tuttavia, dopo le pressioni applicate dall'agente sportivo Joe Cubas e dai rappresentanti della Fondazione nazionale cubano-americana (CANF) verso l'allora procuratore generale Janet Reno, quest'ultima alla fine offrì a Hernández uno status speciale che gli permise di entrare negli Stati Uniti, in base a quelle che furono giudicate paure realistiche di persecuzione se fossero stati restituiti a Cuba, nonché grazie al suo status di atleta di eccezionale talento, una classe di persone che secondo le regole del Dipartimento di Stato possono qualificarsi per ammissione speciale negli Stati Uniti.
Hernández rifiutò questa offerta, accettando infine l'offerta di asilo politico in Costa Rica. Prese la decisione poiché se fosse diventato immediatamente residente negli Stati Uniti, sarebbe stato soggetto al normale sistema di selezione del baseball e avrebbe potuto negoziare i termini solo con la squadra che lo avrebbe scelto. Come residente non statunitense invece, sarebbe stato in grado di negoziare come free agent.
Dopo due mesi in Costa Rica, Hernández entrò negli Stati Uniti d'America con un visto fornitogli dai New York Yankees, con cui negoziò un contratto quadriennale dal valore complessivo di 6,6 milioni di dollari.

### Major League
Dopo aver firmato come free agent il 23 marzo 1998 con i New York Yankees, Hernández giocò nelle minor league, in due partite della classe A-avanzata e in sette della Tripla-A.
Debuttò nella MLB il 3 giugno 1998, allo Yankee Stadium di New York contro i Tampa Bay Devil Rays, realizzando, in sette inning, sette strikeout e concedendo cinque valide, un fuoricampo, due basi su ball e un punto. Nel post stagione partecipò alla gara 2 delle World Series, ottenendo una vittoria. Conclusa la serie divenne campione e finì al quarto posto nella votazione per il Rookie of the Year Award.
L'11 giugno 1999 Hernández batté la sua prima valida, nel suo terzo turno di battuta nel settimo inning, in una partita contro i Marlins.
Nell'edizione 1999 delle World Series, Hernández lanciò durante la gara 1, ottenendo la sua seconda vittoria della competizione e, al termine della serie, il secondo titolo. Inoltre, prima delle World Series, venne nominato MVP dell'AL Championship Series.
Durante le World Series 2000, nella gara 3, subì la sua prima sconfitta dell'evento.
Nel 2001 giocò nella gara 4 delle World Series, venendo sostituito dopo aver eliminato il primo battitore del sesto inning. Realizzò cinque strikeout e concesse quattro valide, un fuoricampo, quattro basi su ball e un punto.
Il 15 gennaio 2003, gli Yankees scambiarono Hernández con i Chicago White Sox per Antonio Osuna e il giocatore di minor league Eddi Candelario. Lo stesso giorno i White Sox lo scambiarono assieme a Rocky Biddle, Jeff Liefer e una somma in denaro con i Montreal Expos, per Bartolo Colón e il giocatore di minor league Jorge Nunez. Ciononostante Hernández non scese mai in campo con la squadra, poiché un infortunio alla cuffia dei rotatori della spalla destra lo costrinse a riposo per l'intera stagione.
Divenne free agent a fine stagione e tornò agli Yankees il 12 marzo 2004, firmando un contratto di un anno.
Di nuovo free agent al termine della stagione, il 3 gennaio 2005 sottoscrisse un contratto con i Chicago White Sox. Realizzò una prestazione memorabile durante le AL Division Series, nel sesto inning della gara 3, contro i Red Sox. Schierato come lanciatore di rilievo, con basi cariche e zero eliminazioni, Hernández indusse due eliminazioni con palla al volo prima di eliminare per strikeout Johnny Damon, chiudendo l'inning senza concedere punti. Poco dopo vinse le sue quarte e ultime World Series, le uniche senza gli Yankees.
Il 20 dicembre 2005, i White Sox scambiarono Hernández, Luis Vizcaino e Chris Young con gli Arizona Diamondbacks per Javier Vazquez.
Il 24 maggio 2006, i D-backs scambiarono Hernández con i New York Mets per Jorge Julio. Passato alla National League per regolamento iniziò a essere schierato anche come battitore e il 29 luglio 2006 realizzò i primi due punti battuti a casa della carriera in MLB. Il 20 agosto rubò la sua prima base. Divenne free agent a fine stagione ma solo per quindici giorni, dopo rifirmò con i Mets. Giocò la sua ultima partita di Major League il 30 settembre 2007.

### Ritorno in Minor League e ritiro
Hernández divenne free agent a stagione 2008 conclusa, dopo aver disputato l'intera stagione nella minor league, nelle classi Rookie, A-avanzata e Doppia-A.
L'11 giugno 2009 Hernández firmò con i Texas Rangers con cui giocò otto partite nella Tripla-A, prima di essere svincolato dalla franchigia il 17 luglio.
Il 2 luglio 2010 sottoscrisse un contratto con i Washington Nationals con cui giocò nella classe Rookie e nella Doppia-A. Il 31 agosto Hernández venne svincolato dalla franchigia, dopo che gli fu comunicato dal general manager Mike Rizzo che non sarebbe stato chiamato in MLB a settembre.
Si ritirò ufficialmente il 18 agosto 2011.

## Anno di nascita
Quando firmò con gli Yankees nel 1998, Hernández dichiarò di essere nato nel 1969. Nel 1999, un sito web mise alla luce il certificato di divorzio del giocatore, in cui risultava la data 1965.

## Palmares

### Club
- World Series: 4

New York Yankees: 1998, 1999, 2000
Chicago White Sox: 2005

### Individuale
- MVP dell'American League Championship Series: 1

1999

### Nazionale
Giochi olimpici
- Barcellona 1992:  Medaglia d'Oro

Campionato mondiale di baseball
- 1988, 1990, 1994:  Medaglia d'Oro

Coppa intercontinentale di baseball
- 1993:  Medaglia d'Oro
- 1995:  Medaglia d'Oro

Giochi Panamericani
- 1995:  Medaglia d'Oro

Giochi centramericani e caraibici
- 1993:  Medaglia d'Oro